# Mertoutek
Mertoutek é uma vila na comuna de Idlès, no distrito de Tazrouk, província de Tamanghasset, Argélia. Se encontra no norte das montanhas de Hoggar no lado oriental de um uádi (rio), 61 quilômetros (38 milhas) a noroeste da cidade de Idlès e 158 quilômetros (98 milhas) ao norte de Tamanrasset.